# Oldklumpens naturreservat
Oldklumpen är ett naturreservat i Krokoms kommun i Jämtlands län.
Området är naturskyddat sedan 2017 och är 239 hektar stort. Reservatet omfattar västsidan av Oldklumpen och består av naturskog av gran och fjällbjörk.